# 北方之星
《北方之星》（英語：The Shadow in the North）是菲力普·普曼系列小說《英倫懸疑四部曲》的第二部，於1986年出版。
故事背景設定於1878年，即《紅寶石迷霧》故事的六年後，主角莎莉·拉赫特已經營一家財務顧問公司，向婦女提供理財方面的諮詢，但她被捲入了一場陰謀。

## 改編作品
曾被英國廣播公司改編為同名電視電影《北方之星》，由比莉·派柏飾演莎莉·拉赫特、約翰·約瑟夫·菲爾德飾演佛瑞迪克·加蘭、麥特·史密斯飾演吉姆·泰勒。影片的拍攝地包括肯特郡的查塔姆歷史造船廠。2007年12月30日在英國廣播公司第一台播出。

## 外部連結
- 《北方之星》在普曼官網上的介紹（英文）
- 互联网电影数据库（IMDb）上《北方之星》的资料（英文）